# Montorio al Vomano
Montorio al Vomano est une commune d'environ 7 850 habitants située dans la province de Teramo, dans les Abruzzes, en Italie.

## Géographie
- Le Parc territorial de la rivière Vomano.

## Histoire
- Les vestiges du Temple d'Hercule.

## Personnalités nées à Montorio al Vomano
- Tonino Valerii (1934-2016), réalisateur et scénariste.

## Administration
| Période                                  | Période  | Identité                   | Étiquette       | Qualité |
| ---------------------------------------- | -------- | -------------------------- | --------------- | ------- |
| 15 juin 2004                             | En cours | Alessandro Di Giambattista | Centro-Sinistra |         |
| Les données manquantes sont à compléter. |          |                            |                 |         |

### Hameaux
Altavilla, Colledonico, Collevecchio, Cusciano, Faiano, Leognano, Piane di Collevecchio, San Lorenzo, San Giorgio, San Giovanni, San Mauro, Schiaviano, Villa Brozzi, Villa Maggiore, Villa Vallucci.

### Communes limitrophes
Basciano, Colledara, Cortino, Crognaleto, Fano Adriano, Teramo, Tossicia.

### Jumelages
- Aprilia (Italie) depuis 2000.